# Bitwa pod Stadtlohn

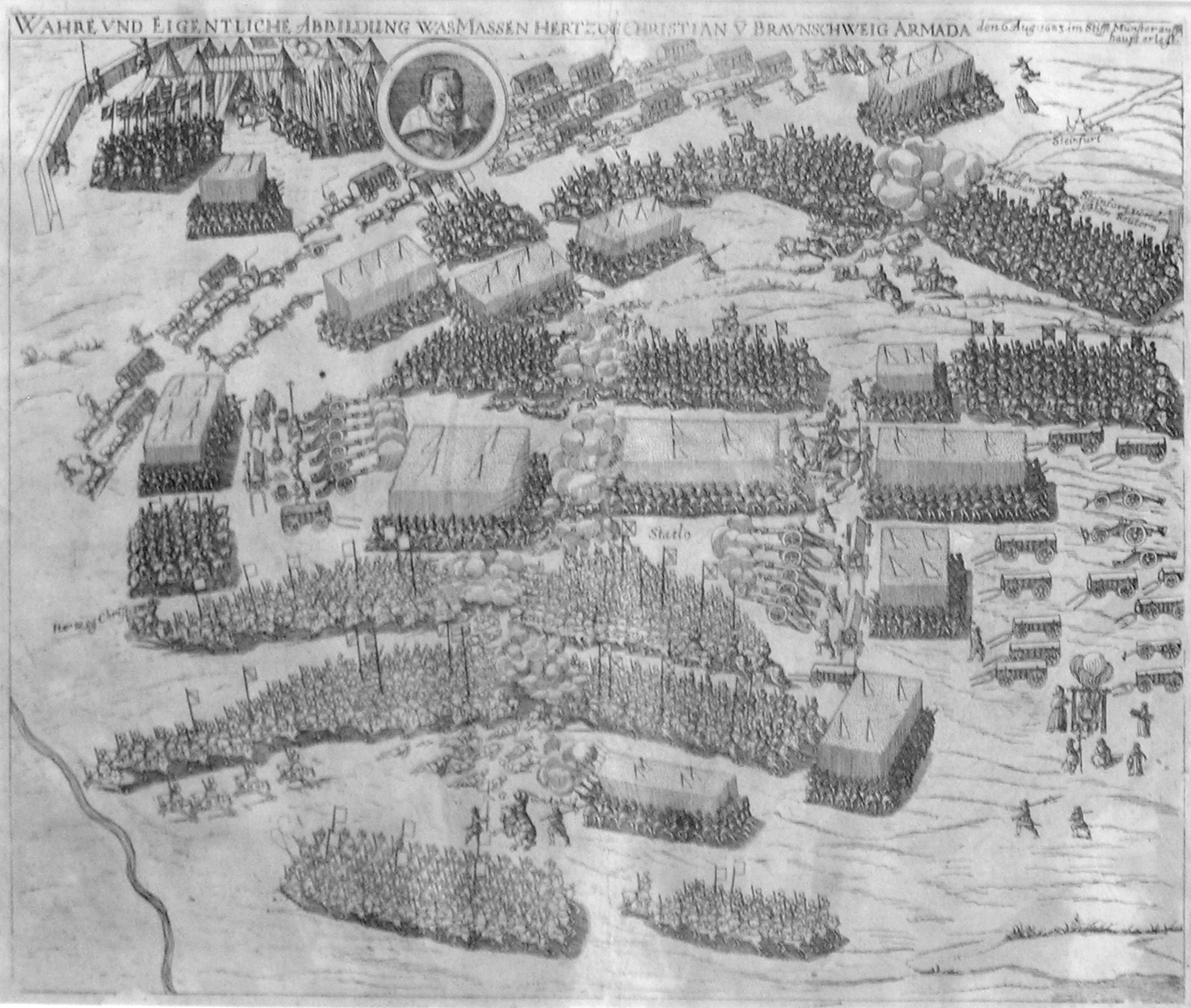
Rycina przedstawiające bitwę pod Stadtlohn

Bitwa pod Stadtlohn – starcie zbrojne, które miało miejsce 6 sierpnia 1623 roku, stoczone w trakcie wojny trzydziestoletniej pomiędzy oddziałami protestanckimi pod dowództwem Christiana von Braunschweig-Wolfenbüttel a wojskami Ligi Katolickiej dowodzonymi przez hrabiego Tilly zakończyła się klęską wojsk protestanckich.

## Przed bitwą
Latem 1623 r. Christian podjął nieudaną próbę opanowania ziem dolnej Saksonii jako bazy wypadowej przeciwko wojskom cesarskim. Po tym niepowodzeniu na czele swojej armii zdecydował się przedostać na ziemie niderlandzkie, gdzie zamierzał spotkać się z Fryderykiem V z Palatynatu i jego małżonką Elżbietą Stuart.

## Bitwa
Rankiem 6 sierpnia (około 9:00) niedaleko od granicy niderlandzkiej wojska Christiana natknęły się na wojska Ligi Katolickiej pod dowództwem hrabiego Tilly. Christian ustawił swoje wojska na otoczonym częściowo bagnami wzgórzu. Korzystna pozycja obronna nie miała jednak większego znaczenia, gdyż oddziały katolickie przeważały liczebnie i były bardziej doświadczone w walkach. Atak wojsk Ligi przyniósł protestantom wielkie straty. Prawie dwie trzecie żołnierzy Christiana poległo (od 6 do 8 tys. zabitych) bądź dostało się do niewoli (w tym książęta Wilhelm sasko-weimarski i Fryderyk von Sachsen-Altenburg). Także straty wojsk katolickich były na tyle wysokie, że Tilly zmuszony był zaniechać kolejnych ataków. Wraz z zapadnięciem zmierzchu Christian na czele pozostałych mu ludzi dotarł do Niderlandów, pozostawiając na polu walki cały tabor i wszystkie działa.